# HD 195549
HD 195549，又名CD-2514854，SAO 189416、HR 7842，是一颗恒星，视星等为6.36，位于銀經19.33，銀緯-32.54，其B1900.0坐标为赤經20h 26m 55.1s，赤緯-25° -32.54′ 53″。